# République de Saint-Malo
La république de Saint-Malo est une brève période de l'histoire de Saint-Malo, pendant laquelle cette cité se proclama micronation. L'indépendance a été proclamée vis-à-vis de la couronne de France le 11 mars 1590, dans une époque de grande prospérité liée aux grandes découvertes et de guerres civiles ayant fortement affaibli le pouvoir central. Cette indépendance durera jusqu'en 1594. C'est très sûrement à cette République que l'on doit les devises officieuses de la ville, « Ni Français, ni Breton, Malouin suis », et la plus répandue, selon les guides touristiques modernes, « Malouin d'abord, Breton ensuite... et Français s'il en reste ».

## Contexte socio-économique
Les marchands de la ville de Saint-Malo étaient alors riches. 
En 1589, Henri IV hérite du royaume de France, mais les Malouins refusent de reconnaître l'« hérétique », dans le contexte des guerres de religion, qui durèrent jusqu’en l'an 1598. 
Le Gouverneur de Bretagne, le Duc de Mercoeur Philippe-Emmanuel de Lorraine, opta alors pour la Sainte-Ligue tandis que celui de Saint-Malo, Honorat du Bueil, pencha pour le parti d'Henri de Navarre.

## Déroulement des événements
Face à cette agitation, le gouverneur de la cité se réfugie au château de la ville, de peur que la population ne s'attaque à lui. Le 11 mars 1590, une cinquantaine de jeunes Malouins part à l'assaut du château, qu'ils finissent par prendre à l'issue d'une bataille acharnée. Le gouverneur et huit de ses hommes sont tués. 
Dans la foulée, la République de Saint-Malo est proclamée, et durera quatre années tout en gardant ses distances avec la Sainte-Ligue.

## La fin de la République
Le 25 juillet 1593, Henri IV abjure solennellement le protestantisme, puis il est couronné le 27 février 1594. Le Parlement de Bretagne prononce la peine de mort contre les insurgés de 1590. Afin de s'assurer du soutien des gouverneurs des villes de France, il multiplie les promesses de cadeaux, atteignant un total de 25 millions de livres. 
C'est dans ce contexte que le retour de Saint-Malo à la couronne de France est négocié, en octobre 1594, en échange de quoi les franchises et libertés de commerce acquises lors de l'indépendance sont maintenues. Cet accord est enregistré par le Parlement de Bretagne le 5 décembre suivant, Henri IV déclarant y vouloir oublier le passé.